# Château des Prugnes
Le château des Prugnes est un édifice situé à Vallon-en-Sully, en France.

## Localisation
Le château est situé sur le territoire de la commune de Vallon-en-Sully dans le département de l'Allier, en région Auvergne-Rhône-Alpes. 

## Description
À l’entrée du château, on peut voir un beau pavillon à pans de bois et des communs de la fin du XIXe siècle
. 

## Historique
Le château des Prugnes, de style néogothique, a été construit sur des fondations du XIIIe siècle. La terre passa ensuite aux Alexandre de Beausson, puis fut vendue au XVIIIe siècle à Jean Baptiste Villatte. Le château fut la résidence de l'écrivain naturaliste Robert Villatte des Prûgnes[réf. souhaitée].